# Informationsverbund
Unter einem Informationsverbund wird im Allgemeinen die strukturierte und zielorientierte Zusammenfassung von Informationen aus verschiedenen Quellen verstanden.

## Informationstechnologie
In der Informationstechnologie umfasst der Begriff Informationsverbund die Gesamtheit aller infrastrukturellen, organisatorischen, personellen und technischen Komponenten, die in einem bestimmten Bereich der Informationsverarbeitung genutzt werden. Der Informationsverbund kann sowohl die gesamte Informationsverarbeitung einer Institution als auch spezifische Teilbereiche einschließen, die durch organisatorische oder technische Strukturen (z. B. ein Abteilungsnetz) oder gemeinsame Geschäftsprozesse (z. B. ein Personalinformationssystem) charakterisiert sind. Wichtig ist die klare Abgrenzung des Informationsverbundes, um die betrachteten Geschäftsprozesse vollständig zu erfassen und entsprechend zu schützen. In der Informationssicherheit entspricht das dem Geltungsbereich (Scope) eines Informationssicherheitskonzeptes im Rahmen eines Informationssicherheits-Managementsystems (ISMS).
Im vom Bundesamt für Sicherheit in der Informationstechnik (BSI) entwickelten IT-Grundschutz wird die Erfassung eines Informationsverbunds gefordert.
Für europäische Finanzunternehmen (wie Kreditinstitute oder Versicherungsunternehmen) ist die Implementierung eines umfassenden Informationsverbund obligatorisch. Der Digital Operational Resilience Act der Europäischen Union fordert in Artikel 8 (Identifizierung) die Erfassung und Dokumentation eines Informationsverbunds. Dieser muss regelmäßig aktualisiert und auf IKT-Risiken bewertet werden.
Die Bundesanstalt für Finanzdienstleistungsaufsicht (BaFin) forderte in den bis Januar 2025 gültigen Verwaltungsschreiben BAIT, VAIT, KAIT, ZAIT im jeweils zweiten Kapitel (IT-Governance) einen „aktuellen Überblick über die Bestandteile des festgelegten Informationsverbund sowie deren Abhängigkeiten und Schnittstellen“. Laut Definition gehören zu einem Informationsverbund „beispielsweise geschäftsrelevante Informationen, Geschäfts- und Unterstützungsprozesse, IT-Systeme und die zugehörigen IT-Prozesse sowie Netz- und Gebäudeinfrastrukturen“.

## Öffentliche Verwaltung
Der Informationsverbund der öffentlichen Verwaltung (kurz: IVÖV) wird das Zielbild der Netzstrategie 2030 bezeichnet. Der IVÖV soll mehr als 10.000 Liegenschaften der öffentlichen Verwaltung in einer IT-Infrastruktur miteinander vernetzen.
Siehe auch: Netze des Bundes

## Militär
Im militärischen Bereich ist der Informationsverbund ein nationaler oder internationaler, meist automatisierter Verbund zum Austausch von Daten, Plänen, Befehlen und Ergebnissen (siehe auch C4ISR).

## Forschung und Wissenschaft
In der Forschung und Wissenschaft wird unter einem Informationsverbund die Kooperation von Datenbankanbietern (Fachdatenbank), Forschungseinrichtungen und Bibliotheken eines Fachgebiets verstanden. Die Institutionen bauen und betreiben im Verbund eine gemeinsame Dienstleistung zur Informations- und Literaturversorgung mit elektronischen Volltexten (v. a. Verlagstexte, Graue Literatur).
Von 2003 bis 2011 präsentieren sich im Portal vascoda die vier großen Informationsverbünde
- GetInfo (Naturwissenschaft und Technik)
- infoconnex[6] (Bildung, Sozialwissenschaften, Psychologie)
- EconDoc[7] (Wirtschaftswissenschaft und Wirtschaftspraxis, vgl. EconBiz) und
- MedPilot[8] (Medizin)

sowie einige Virtuelle Fachbibliotheken und die Elektronischen Zeitschriftenbibliothek. Die Informationsverbünde hatten sich zur Arbeitsgemeinschaft der Informationsverbünde (AG-Inf) zusammengeschlossen, die Vorläufer und Gründungsmitglied des Portals war.